# Catedrala Sfântul Petru din Trier
Catedrala Sfântul Petru din Trier (în germană Trierer Dom) este un monument istoric și de arhitectură din Trier.
Edificiul este catedrala Diecezei de Trier, una din cele mai vechi structuri ecleziastice din Germania.